# Reinhold Reith
Reinhold Reith (* 15. April 1955 in Konstanz) ist ein deutscher Historiker. Er war von 2007 bis 2012 Leiter des Fachbereichs Geschichte an der Kultur- und Gesellschaftswissenschaftlichen Fakultät der Universität Salzburg.

## Leben und Wirken
Reinhold Reith besuchte zwischen 1962 und 1966 die Grundschule St. Stephan in Konstanz und setzte seine Schulbildung danach am Humboldt-Gymnasium fort, wo er 1975 das Abitur ablegte. Er absolvierte in der Folge zwischen Oktober 1975 und Februar 1976 ein Praktikum bzw. Industriesemester bei der Firma „Rieter Werke Konstanz“ im Bereich Eisengießerei und Maschinenfabrik. Reith studierte daneben von Oktober 1975 bis Dezember 1976 ein Maschinenbau-Studium in der Fachrichtung Konstruktions- und Verfahrenstechnik an der Fachhochschule Konstanz. Er wechselte 1976 zu einem sozialwissenschaftlichen Grundstudium mit den Hauptfächern Geschichte und Politikwissenschaft an die Universität Konstanz, wo er 1981 die Magisterprüfung in den Fächern Geschichte und Politikwissenschaft ablegte.
1982 erhielt er eine Anstellung als wissenschaftlicher Angestellter im Forschungsprojekt „Historische Arbeitskampfstatistik des 18. Jahrhunderts“ an der Universität Konstanz im Rahmen des Forschungsschwerpunktes der DFG „Historische Statistik“ und war danach von 1985 bis 1988 als Wissenschaftlicher Mitarbeiter im Forschungsprojekt „Soziale Bewegungen 1806–1888“ an der Universität Konstanz beschäftigt. Er promovierte 1987 zum Thema Arbeits- und Lebensweise im städtischen Handwerk zum Dr. phil. an der Philosophischen Fakultät der Universität Konstanz und erhielt im Anschluss 1988 ein Forschungsstipendium der Deutschen Forschungsgemeinschaft.
Reith arbeitete zwischen 1989 und 1993 erneut als wissenschaftlicher Mitarbeiter; er wechselte zum Fachbereich 1 der TU Berlin und war im Bereich Technikgeschichte tätig sowie Schriftleiter der Zeitschrift Technikgeschichte. Danach erhielt er für die Jahre 1993 bis 1994 ein Forschungsstipendium am Institut für Wirtschafts- und Sozialgeschichte der Universität Wien (Lise-Meitner-Stipendium des FWF). Zwischen 1994 und 1999 war er wissenschaftlicher Assistent zurück an der TU Berlin, im Fachbereich Geschichts- und Kommunikationswissenschaften im Bereich Technikgeschichte. In Berlin verfasste Reith seine Habilitationsschrift Lohn und Leistung. Lohnformen im Gewerbe, 1450–1900, womit er die Lehrbefugnis für „Wirtschafts-, Sozial- und Technikgeschichte“ erhielt. Zudem wurde er zum Privatdozenten ernannt. Einen Ruf auf die Professur für „Geschichte mit den Schwerpunkten Sozial- und Technikgeschichte“ an der FH München lehnte er ab. Er wurde 1998 zum stellvertretenden Vorsitzenden der Gesellschaft für Historische Migrationsforschung (GHM) gewählt.
1999 wurde Reith zum ordentlichen Universitätsprofessor für Wirtschafts- und Sozialgeschichte am Institut für Geschichte der Geisteswissenschaftlichen Fakultät der Universität Salzburg ernannt. Im Jahr 2000 wurde Reith zum Vorsitzenden des Personalsenats durch das Fakultätskollegium der Geisteswissenschaftlichen Fakultät der Universität Salzburg gewählt, 2001 folgte seine Wahl und Ernennung zum Vizestudiendekan sowie Studiendekan der Geisteswissenschaftlichen Fakultät. Beide Funktionen hatte er bis 2004 inne. Er war zudem von 2003 bis 2004 Mitglied des Gründungskonvents der Universität Salzburg und wurde 2005 zum Mitglied des Wissenschaftlichen Beirates der Georg-Agricola-Gesellschaft zur Förderung der Geschichte der Naturwissenschaften und der Technik ernannt. Reith ist seit 2006 Vorstandsvorsitzender der „Gesellschaft für Technikgeschichte“ und Mitglied des Senates der Universität Salzburg sowie von 2007 bis 2012 Leiter des Fachbereichs Geschichte an der Kultur- und Gesellschaftswissenschaftlichen Fakultät und Mitglied des Fakultätsrates.

## Auszeichnungen
- Schloß-Raesfeld-Preis des Deutschen Handwerks (2000)

## Schriften (Auswahl)
- Umweltgeschichte der Frühen Neuzeit. Oldenbourg, München 2011 (= Enzyklopädie deutscher Geschichte, Bd. 89), ISBN 3-486-57622-4.
- (Hrsg.): Das alte Handwerk. Von Bader bis Zinngießer. Verlag C. H. Beck, München 2008, ISBN 978-3-406-56823-7.
- mit Birgit Pelzer: Margarine. Die Karriere der Kunstbutter. Wagenbach, Berlin 2001. ISBN 3-8031-3605-9.
- Lohn und Leistung. Lohnformen im Gewerbe 1450–1900. (= Vierteljahrschrift für Sozial- und Wirtschaftsgeschichte. Beiheft. Nr. 151). Steiner, Stuttgart 1999. ISBN 3-515-07512-7.
- Arbeits- und Lebensweise im städtischen Handwerk. Zur Sozialgeschichte Augsburger Handwerksgesellen im 18. Jahrhundert (1700–1806). Schwartz, Göttingen 1988. ISBN 3-509-01493-6.
- Der Aprilaufstand von 1848 in Konstanz. Zur biographischen Dimension von „Hochverrath und Aufruhr“. Versuch einer historischen Protestanalyse. Thorbecke, Sigmaringen 1982. ISBN 3-7995-6828-X.